# Bastei

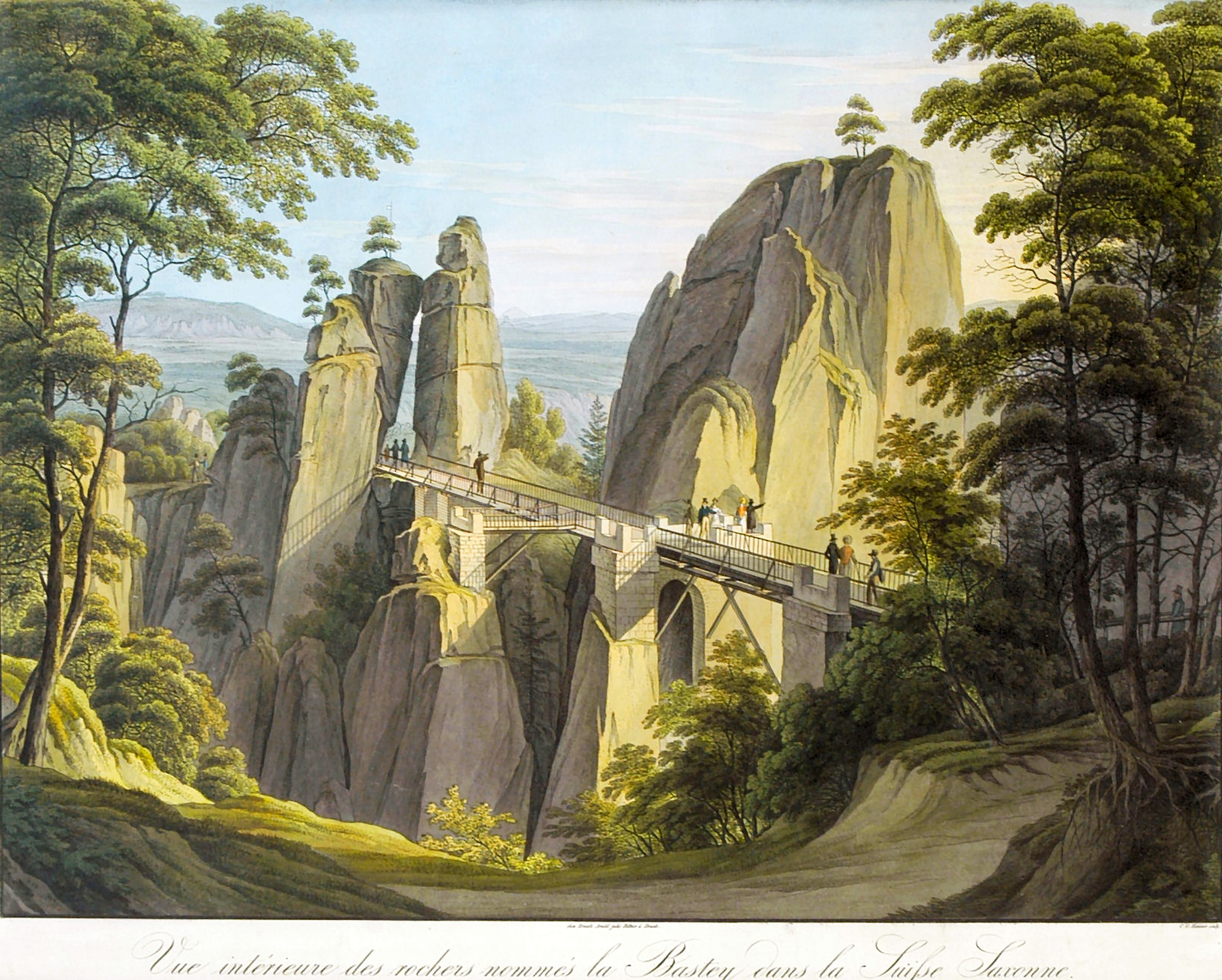
Drewniany most, zbudowany w 1826

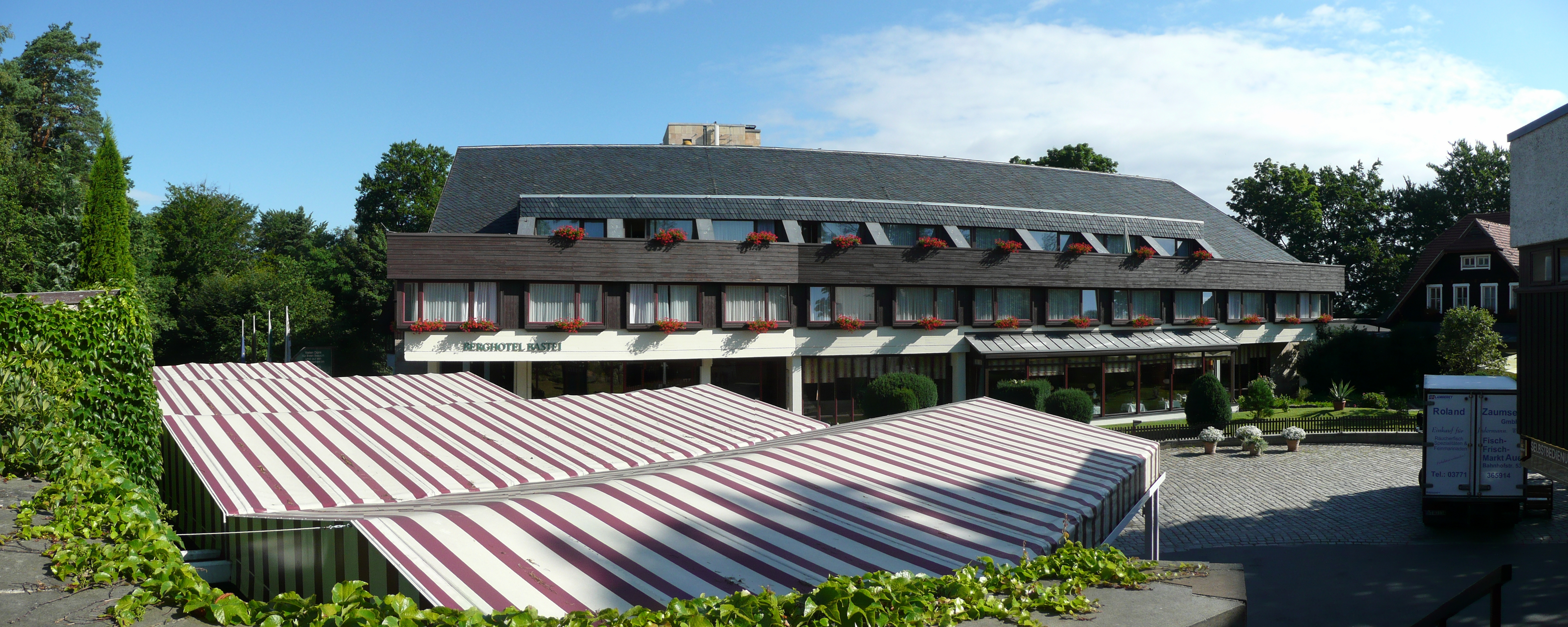
Hotel górski nieopodal mostu

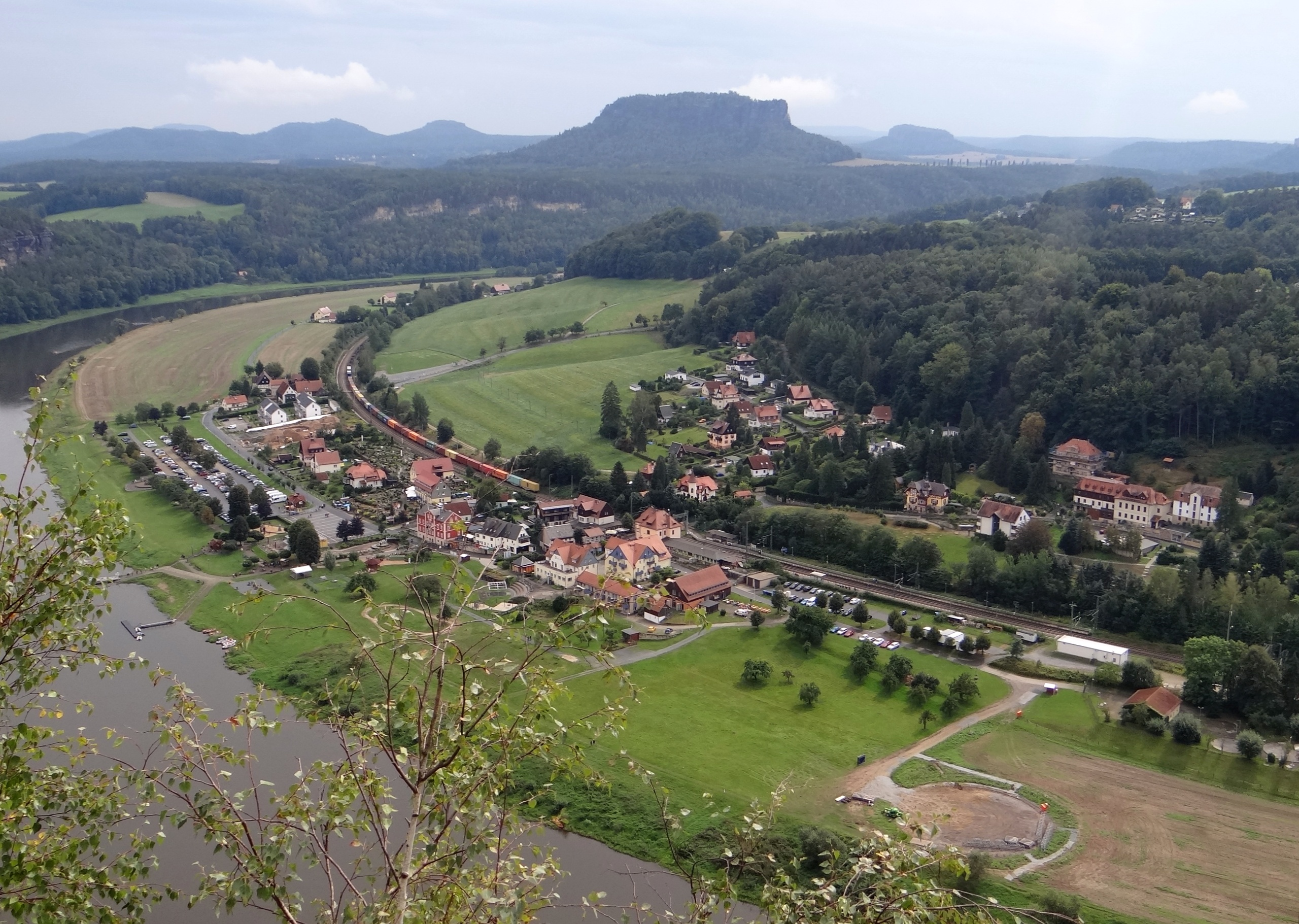
Widok z jednego z punktów widokowych

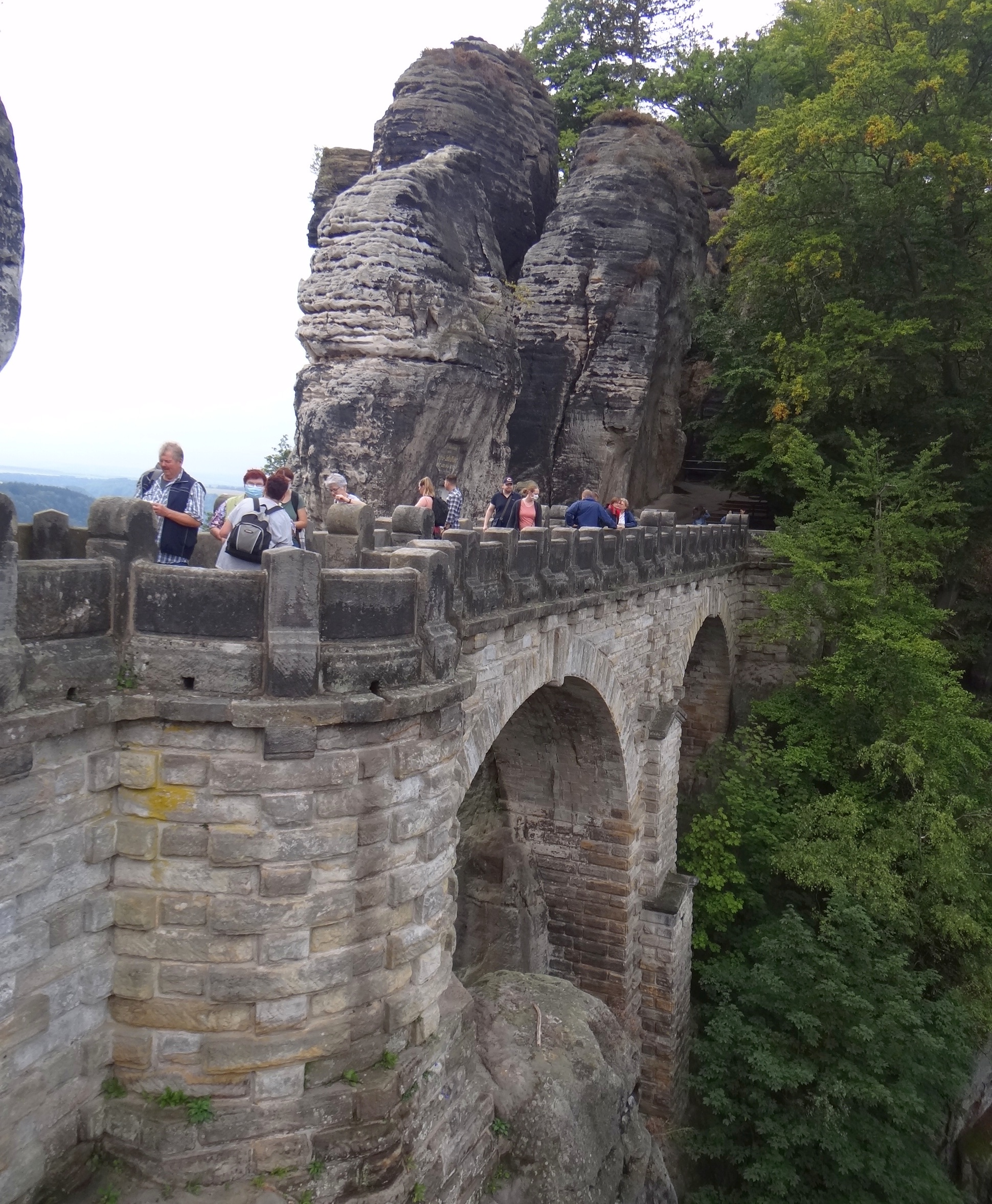
Most z drugiej strony

Bastei (pol. baszta) – formacja skalna stanowiąca jedną z największych atrakcji turystycznych Parku Narodowego Saskiej Szwajcarii, w Górach Połabskich we wschodniej części Niemiec, charakteryzujących się licznymi formacjami skalnymi. W 1824 r. pobudowano drewniany most znajdujący się ok. 110 m n.p.m., na prawym brzegu Łaby, pomiędzy miejscowościami Rathen i Stadt Wehlen. Można się do niego dostać licznymi szlakami turystycznymi lub autobusem, jeżdżącym pomiędzy miejscowością Rathewalde, a hotelem w okolicy mostu. Źródłem nazwy jest wąska skała najdalej wysunięta nad Łabę, pol. baszta, która wznosi się na wysokości 190 m nad taflą wody.

## Historia
W XII wieku w pobliżu dzisiejszego mostu powstał Zamek Neurathen. Pierwsze wzmianki pisemne o skałach pochodzą z końca XVI w. W 1798 r. został on po raz pierwszy opisany w publikacji o charakterze turystycznym (przez Christiana Augusta Gottloba Eberharda). W tym czasie Bastei szybko rozwijał się jako atrakcja turystyczna. Na początku XIX w. dotarła tu pierwsza wycieczka zorganizowana, a sam obiekt stał się inspiracją dla wielu malarzy.
W 1812 r. rzeźnik Pietzsch, mieszkający w pobliskiej miejscowości Lohmen rozpoczął sprzedaż posiłków i napojów odwiedzającym punkt widokowy turystom. Działalność ta przyniosła mu dochody, przez co dwa lata później zbudował kuchnię pod nawisem skalnym, w bezpośrednim sąsiedztwie z coraz częściej opisywaną i uwiecznianą na obrazach atrakcją.
W 1826 roku w pobliżu punktu widokowego zbudowano pierwszą kwaterę noclegową dla turystów oraz wzniesiono pierwszy, drewniany most nad wąwozem Mardertelle, który łączył zewnętrzną półkę skał z zamkiem Neurathen. W połowie XIX w. konstrukcja została przebudowana na piaskowcową ze względu na dużą ilość turystów. Most ten osiągnął długość 76,5 m długości i wzniósł się na wysokość 40 m ponad dno wąwozu. Od tego czasu cały kompleks skał i punktów widokowych rozwija się pod względem turystycznym niemalże nieustannie.

## Turystyka
Bastei jest jednym z najbardziej znanych punktów widokowych w Szwajcarii Saksońskiej i najczęściej odwiedzanym miejscem w tym regionie. Turystów przyciągają tam widoki na kurort Rathen, Łabę i jej lewy brzeg. Wśród charakterystycznych punktów, które możemy zobaczyć z mostu znajdują się: Twierdza Königstein, zespoły skalne Lilienstein oraz Pfaffenstein.
Most jest połączony z wieloma innymi punktami widokowymi. Jednym z nich są pozostałości po Zamku Neurathen, skąd zobaczyć można prawy brzeg Łaby. Poza tym turyści odwiedzają także punkty Ferdinandstein oraz Kleine Gans. Most Bastei stanowi ważny węzeł szlaków. Wychodzące stąd trasy docierają do wielu punktów często odwiedzanych przez turystów.
Znajdujący się u podnóża szczytu teatr na świeżym powietrzu może pomieścić 2000 osób. Co roku odbywa się tutaj kilkadziesiąt różnorodnych występów lub przedstawień. Schodząc szlakiem w kierunku Łaby, turyści odwiedzają również Amselsee – niewielkie jezioro, znajdujące się w dolinie rzecznej, w okolicach miasta Rathen.
W okolicach kompleksu skalnego rozwinęła się sieć usługowa. Działa tu czterogwiazdkowy hotel, kilka restauracji i kawiarni, liczne sklepy z pamiątkami i niewielkie bary. Najbliższe budynki o charakterze schronisk są oddalone od mostu o około pół godziny pieszej drogi.

## Szlaki turystyczne
Na Bastei można się dostać czterema szlakami pieszymi:
- z Rathewalde(inne języki) przez wodospad Amselfall(inne języki)
- z Stadt Wehlen, kontynuacja w kierunku Rathen
- z Lohmen przez schroniska Waldidylle(inne języki)  oraz Steinerner Tisch, kontynuacja w kierunku Rathen
- z Rathewalde(inne języki) przez schronisko Steinerner Tisch